# 梅萊姆巴赫河

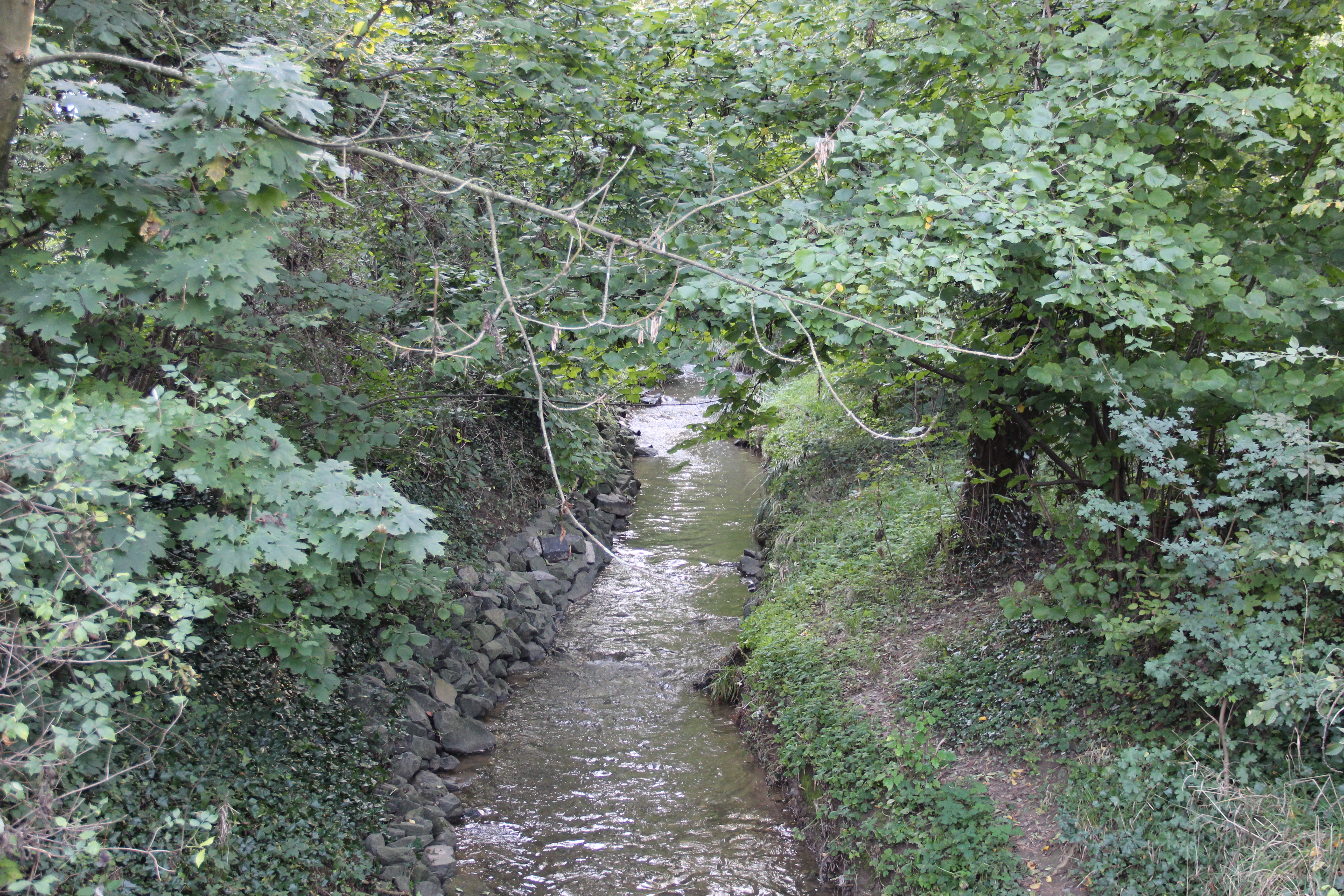
梅萊姆巴赫河

50°39′51″N 7°11′51″E / 50.6642229°N 7.1976003°E
梅萊姆巴赫河（德語：Mehlemer Bach），是德國的河流，位於該國西部，處於北萊茵-威斯特法倫州，屬於萊茵河的左支流，河道全長10.6公里，流域面積17.9平方公里。